# Collinder 399
Collinder 399 (také známý jako Collinder 399, Al Sufi's Cluster, Brocchi's Cluster nebo Ramínko) je pouze náhodné seskupení hvězd (asterismus), které bylo původně považováno za otevřenou hvězdokupu. Toto seskupení je viditelné pouhým okem v souhvězdí Lištičky blízko hranice se souhvězdím Šípu. Objevil ho perský astronom Abdurrahmán ibn Umar as-Súfí a v roce 964 jej popsal ve své Knize stálic (Book of Fixed Stars).

## Pozorování

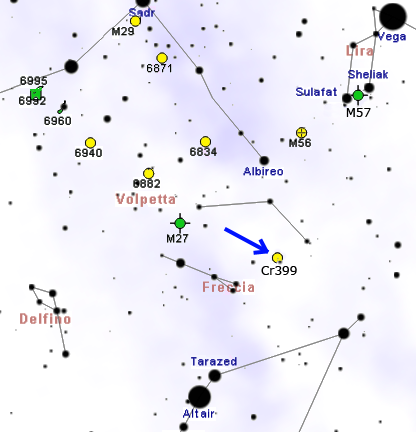
Poloha Collinder 399 v souhvězdí Lištičky

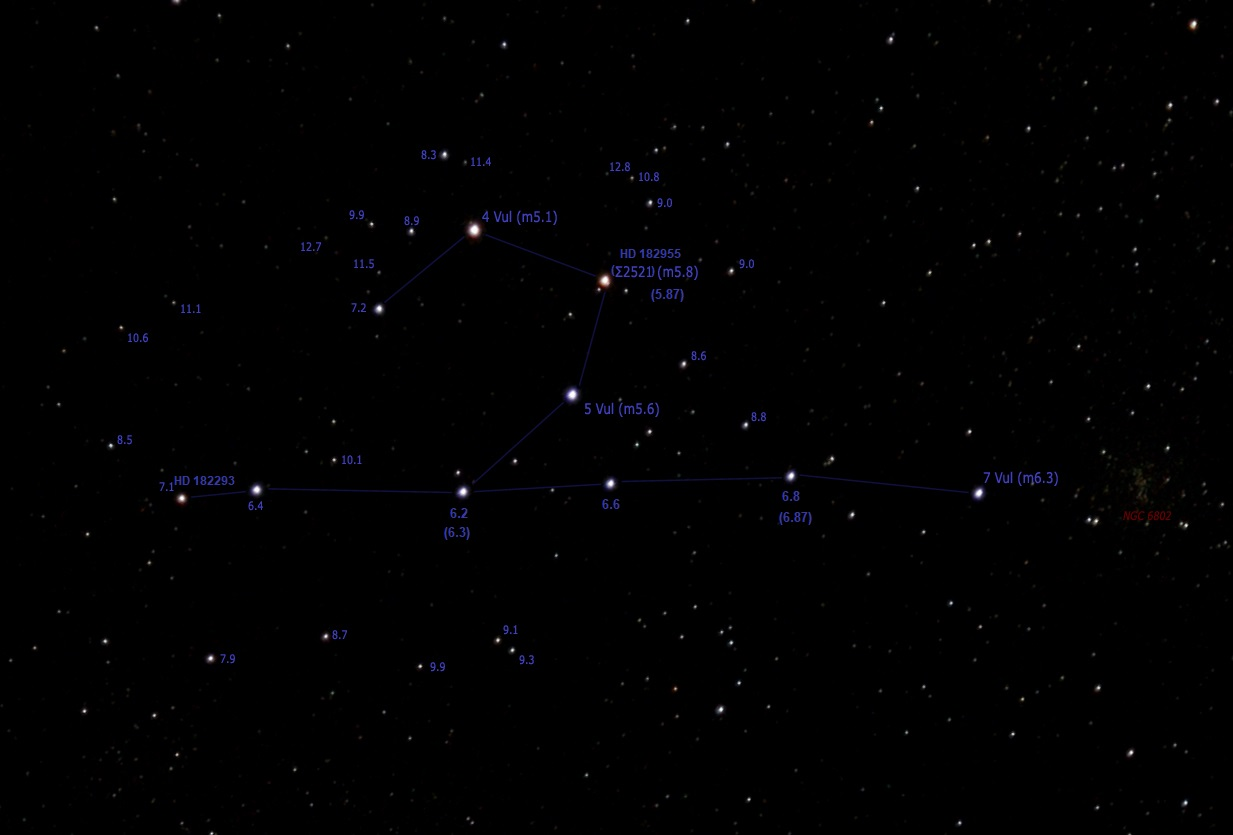
Asterismus „Ramínko“ Collinder 399. Jasnější hvězdy jsou označeny jejich názvem a hodnotou magnitudy

Asterismus tvoří 10 hvězd mezi 5. a 7. magnitudou.
K šesti hvězdám v řadě jsou uprostřed připojeny čtyři hvězdy jako háček směřující k jihu. V zorném poli se nachází ještě dalších přibližně 30 slabších hvězd.
Pod tmavou oblohou můžeme Collinder 399 vidět pouhým okem jako slabou světlou skvrnu. K rozeznání tvaru ramínka stačí triedr nebo hvězdářský dalekohled s malým zvětšením. Ve větších dalekohledech se již nevejde do zorného pole. Asterismus se nachází přibližně 4° severozápadně od hvězdy Sham (α Sge) s magnitudou 4,4 a je možno jej najít pomalým pohybem dalekohledu přes Mléčnou dráhu od hvězdy Altair v souhvězdí Orla směrem ke hvězdě Vega v souhvězdí Lyry, a to přibližně v třetině této vzdálenosti. Na severní polokouli je nejlépe vidět na konci léta a je otočený háčkem dolů (směrem na jih), jako na fotografii vpravo nahoře na této stránce.
Asi 20′ východně od nejvýchodnější hvězdy 7 Vul leží otevřená hvězdokupa NGC 6802. Asterismus a jeho nejbližší okolí mohou posloužit jako pomůcka k určení nejslabší hvězdy viditelné v dalekohledu, protože se zde nachází mnoho hvězd v širokém rozsahu hvězdné velikosti.
Následující seznam 10 hvězd tvořících asterismus je seřazený podle rektascenze. Rozsah jejich vzdáleností je velký a pouze hvězdy HD 182422, HD 183261 a 7 Vul jsou si prostorově navzájem blízko.
| Název     | Vizuální magnituda | Spektrální typ | Vzdálenost (LY) |
| --------- | ------------------ | -------------- | --------------- |
| HD 182293 | 7,111              | K3IVp          | 387 +28 -24     |
| HD 182422 | 6,398              | B9.5V          | 1380 +280 -200  |
| HD 182620 | 7,166              | A2V            | 545 76          |
| HD 182761 | 6,303              | A0V            | 480 +29 -26     |
| 4 Vul     | 5,16               | K0III          | 271,6 +7,4 -7,0 |
| 5 Vul     | 5,594              | A0V            | 237,7 +6,0 -5,7 |
| HD 182955 | 5,87               | M0III          | 613 +41 -36     |
| HD 182972 | 6,629              | A1V            | 805 +103 -82    |
| HD 183261 | 6,875              | B3II           | 1340 +370 -240  |
| 7 Vul     | 6,327              | B5Vn           | 1160 +240 -170  |

Kdyby se 7 Vul a HD 183261 nacházely v navzájem nejbližší vzdálenosti, tedy obě 1 100 světelných let od Země při započtení tolerancí, v prostoru by od sebe byly vzdálené více než 6 světelných let. Kdybychom uvažovali i HD 182422 a všechny tři se nacházely ve vzdálenosti 1 180 světelných let, HD 183261 by od ní byla vzdálená téměř 20 světelných let a 7 Vul dokonce více než 25 světelných let. Pro porovnání, nejbližší známá hvězda od Slunce, Proxima Centauri, je vzdálená něco málo přes 4 světelné roky.

## Historie pozorování
Asterismus objevil perský astronom Abdurrahmán ibn Umar as-Súfí a v roce 964 jej popsal ve své Knize stálic (Book of Fixed Stars). Později v 17. století ho nezávisle spoluobjevil italský astronom Giovanni Battista Hodierna. Ve 20. letech 20. století vytvořil americký amatérský astronom Dalmero Francis Brocchi pro Americkou asociaci pozorovatelů proměnných hvězd (American Association of Variable Star Observers - AAVSO) mapu tohoto objektu pro použití ke kalibraci fotometrů. V roce 1931 tento asterismus přidal Per Collinder do svého katalogu otevřených hvězdokup.

## Zatřídění objektu
Určení typu tohoto objektu se na konci 20. století změnilo. Toto seskupení hvězd bylo po většinu 20. století považováno za otevřenou hvězdokupu. Studie z roku 1970 ovšem podle různých měřítek usoudila, že pouze 6 z jeho nejjasnějších hvězd tvoří skutečnou hvězdokupu.
Několik nezávislých studií provedených od roku 1998 rozhodlo, že se vůbec nejedná o otevřenou hvězdokupu, ale pouze o náhodné seskupení hvězd. Tyto studie většinou obecně vycházely z měření paralaxy a vlastního pohybu satelitem Hipparcos, které bylo poprvé zveřejněno v roce 1997.